# Sami Al-Khaibari
Sami Al-Khaibari (Dammam, 18 de septiembre de 1989) es un futbolista saudí que juega en la demarcación de defensa para el Al-Fayha FC de la Liga Profesional Saudí.

## Selección nacional
Hizo su debut con la selección absoluta de Arabia Saudita el 4 de agosto de 2019 contra Kuwait en un partido del Campeonato de la WAFF 2019 que finalizó con un resultado de 1-2 a favor del combinado kuwaití tras el gol de Rabee Sufyani para Arabia Saudita, y de Faisal Ajab Al-Azemi y Hussain Al-Musawi para Kuwait.

## Clubes
| Club        | País           | Año   | Partidos | Goles |
| ----------- | -------------- | ----- | -------- | ----- |
| Al-Fayha FC | Arabia Saudita | 2012- | 266      | 10    |